# The Trollenberg Terror
The Trollenberg Terror is een Britse sciencefiction/horrorfilm uit 1958. De film werd geregisseerd door Quentin Lawrence. Hoofdrollen werden gespeeld door Forrest Tucker, Laurence Payne, Jennifer Jayne en Janet Munro.

## Verhaal
Een Zwitsers bergdorpje krijgt te maken met buitenaardse wezens lijkend op grote ogen met tentakels. De aliens, die zich schuilhouden in een radioactieve wolk op de top van de Trollenberg, hebben telepathisch contact met de bewoners van het dorp.

## Cast
| Acteur             | Personage       |
| ------------------ | --------------- |
| Forrest Tucker     | Alan Brooks     |
| Laurence Payne     | Philip Truscott |
| Jennifer Jayne     | Sarah Pilgrim   |
| Janet Munro        | Anne Pilgrim    |
| Warren Mitchell    | Prof. Crevett   |
| Frederick Schiller | Mayor Klein     |
| Andrew Faulds      | Brett           |
| Stuart Saunders    | Dewhurst        |
| Colin Douglas      | Hans            |

## Achtergrond
De film staat ook wel bekend onder de titels The Crawling Eye, Creature from Another World, The Creeping Eye, en The Flying Eye. Onder die eerste alternatieve titel werd de film bespot in de televisieserie Mystery Science Theater 3000.